# Oligotylus maneadero
Oligotylus maneadero är en insektsart som beskrevs av Schuh 2000. Oligotylus maneadero ingår i släktet Oligotylus och familjen ängsskinnbaggar. Inga underarter finns listade i Catalogue of Life.